# Living Targets
Living Targets è il terzo album dei Beatsteaks, pubblicato il 13 agosto 2002 dalla Epitaph Records.
In questo album la band mostra maggiori influenze derivanti dall'hard rock; allo stesso tempo fa notare una ricercatezza della melodicità, che soprattutto con l'album successivo, Smack Smash, porterà la band al successo mainstream.

## Tracce
1. Not Ready to Rock (Teutoburg, Götz, Kurtzke) – 1:27
2. God Knows (Teutoburg, Baumann)        – 2:32
3. Let Me In (Teutoburg, Baumann)        – 3:32
4. Soothe Me (Götz)                – 2:30
5. Above Us (Teutoburg, Kurtzke, Baumann)    – 3:03
6. This One (Teutoburg, Baumann)        – 2:47
7. Disconnected    (Teutoburg, Kurtzke, Baumann)    – 3:05
8. A-Way (Götz)                    – 3:40
9. Run Run (Teutoburg, Baumann)            – 3:48
10. Mirrored (Kurtzke)                – 2:55
11. To Be Strong (Teutoburg)            – 2:49
12. Summer (Teutoburg, Baumann, Götz, Kurtzke)    – 6:40

## Formazione
- Arnim Teutoburg-Weiß - voce, chitarra
- Bernd Kurtzke - chitarra
- Peter Baumann - chitarra
- Torsten Scholz - bassista
- Thomas Götz - batterista